# 진주 대평리 유적
진주 대평리 유적(晉州大坪里遺跡)은 대한민국 경상남도 진주시 대평면 대평리에서 발견된 유적이다. 주로 신석기 시대에서 삼국 시대까지의 시기의 유적들이며, 위치에 따라 옥방지구와 어은지구로 나뉜다. 1995년에서 1999년에 이르는 남강댐 보강공사로 인한 수몰지구 유적조사 과정에서 발견되었으며, 400개 이상의 집터를 포함해 고인돌, 돌널무덤, 조선 시대에까지 이르는 경작지 터, 청동기 시대의 석기와 옥기 제작 공방 등이 확인되어 고대 사회의 생활상 중 여러 부분이 밝혀졌다. 남강댐 보강 공사로 인해 추가 조사는 미비하며, 대부분의 지역이 보강 공사 완공 이후 수몰되었다.

## 같이 보기
- 청동기 시대
- 비파형동검

## 참고 문헌
- 네이버 백과사전 '진주 대평리 유적' 항목
- 한국일보 칼럼